# 므글린

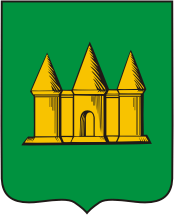
시 문장

므글린(러시아어: Мглин)은 러시아 브랸스크주에 위치한 도시로, 인구는 8,261명(2002년 기준)이다. 수딘카 강과 접하며 브랸스크(브랸스크 주의 주도)에서 서쪽으로 167km 정도 떨어진 곳에 위치한다.
1389년에 처음 등장했지만 마을은 12세기부터 형성되었다.